# Schackoinidae
Schackoinidae es una familia de foraminíferos planctónicos de la superfamilia Planomalinoidea, del suborden Globigerinina y del orden Globigerinida. Su rango cronoestratigráfico abarca desde el Barremiense (Cretácico inferior) hasta la Maastrichtiense (Cretácico superior).

## Clasificación
Schackoinidae incluye a los siguientes géneros:
- Claviblowiella †, también considerado en la Familia Globigerinelloididae
- Leupoldina †
- Pseudoplanomalina †, también considerado en la Familia Planomalinidae
- Schackoina  †